# Arsenaalstraat
De Arsenaalstraat is een straat in het historisch centrum van Brugge.

## Beschrijving
In de loop van de eeuwen kende deze straat verschillende benamingen:
- 13de eeuw: Nieuwland
- 14de eeuw: Casteelstrate
- 15de eeuw: Scelstrate
- 16de eeuw: Scellestrate modo Arsenael.

Het was dus minstens vanaf de 16de eeuw dat aan de westkant van de straat een gebouw oprees dat dienstdeed als stadsarsenaal of 'stedelijk tuighuis'.
In maart 1782 werd deze 'wapenhalle' gesloopt en werden de explosieven voortaan bewaard in de Poertoren, naast de Minnewaterbrug.
De straat behield de naam die verwees naar het vroegere gebouw.
De Arsenaalstraat loopt tussen de Katelijnestraat en het Wijngaardplein. De straat kruist via de Fonteinbrug een zijarm van de Bakkersrei.

## Externe link

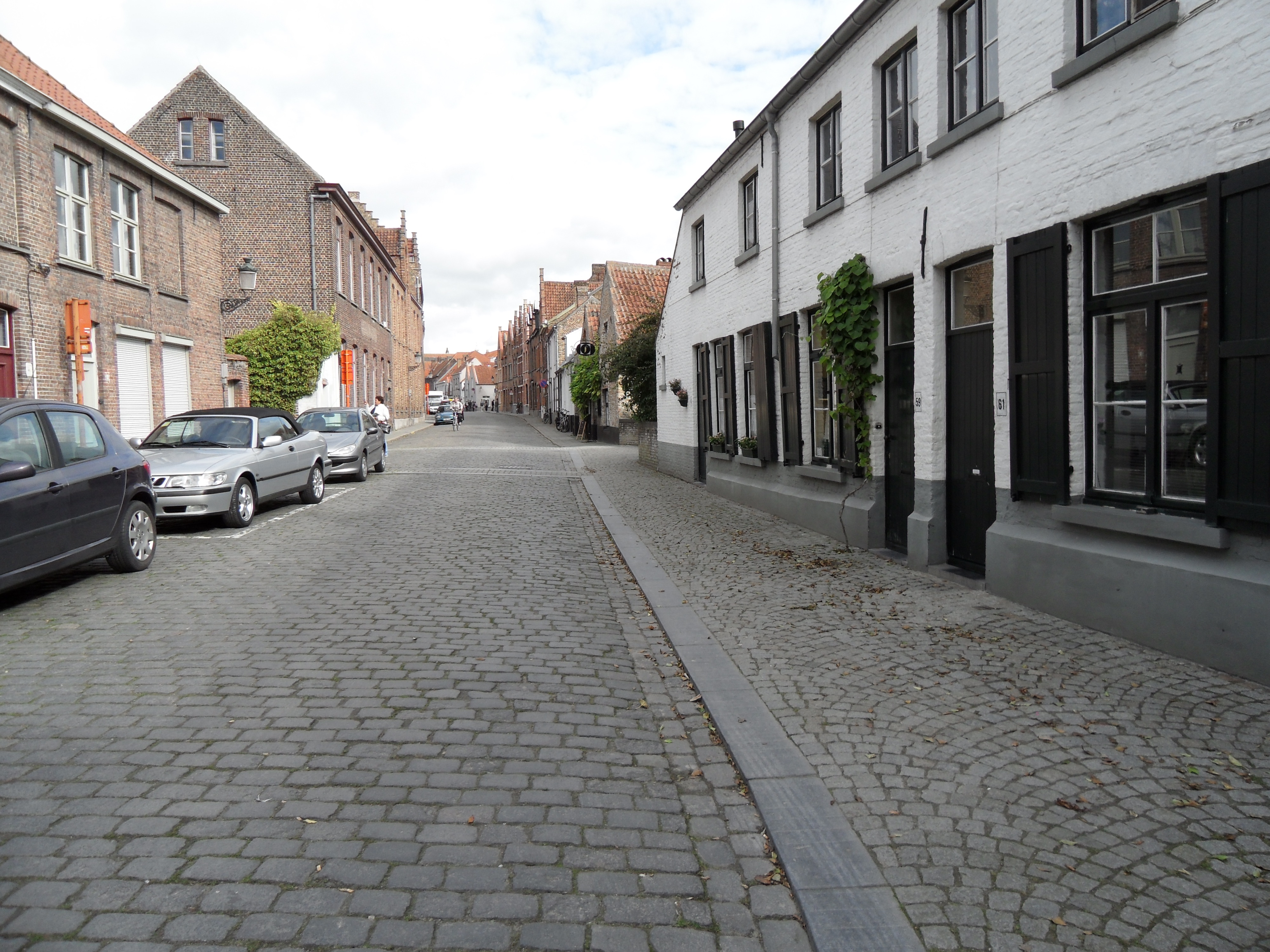
De Arsenaalstraat gezien van het Wijngaardplein
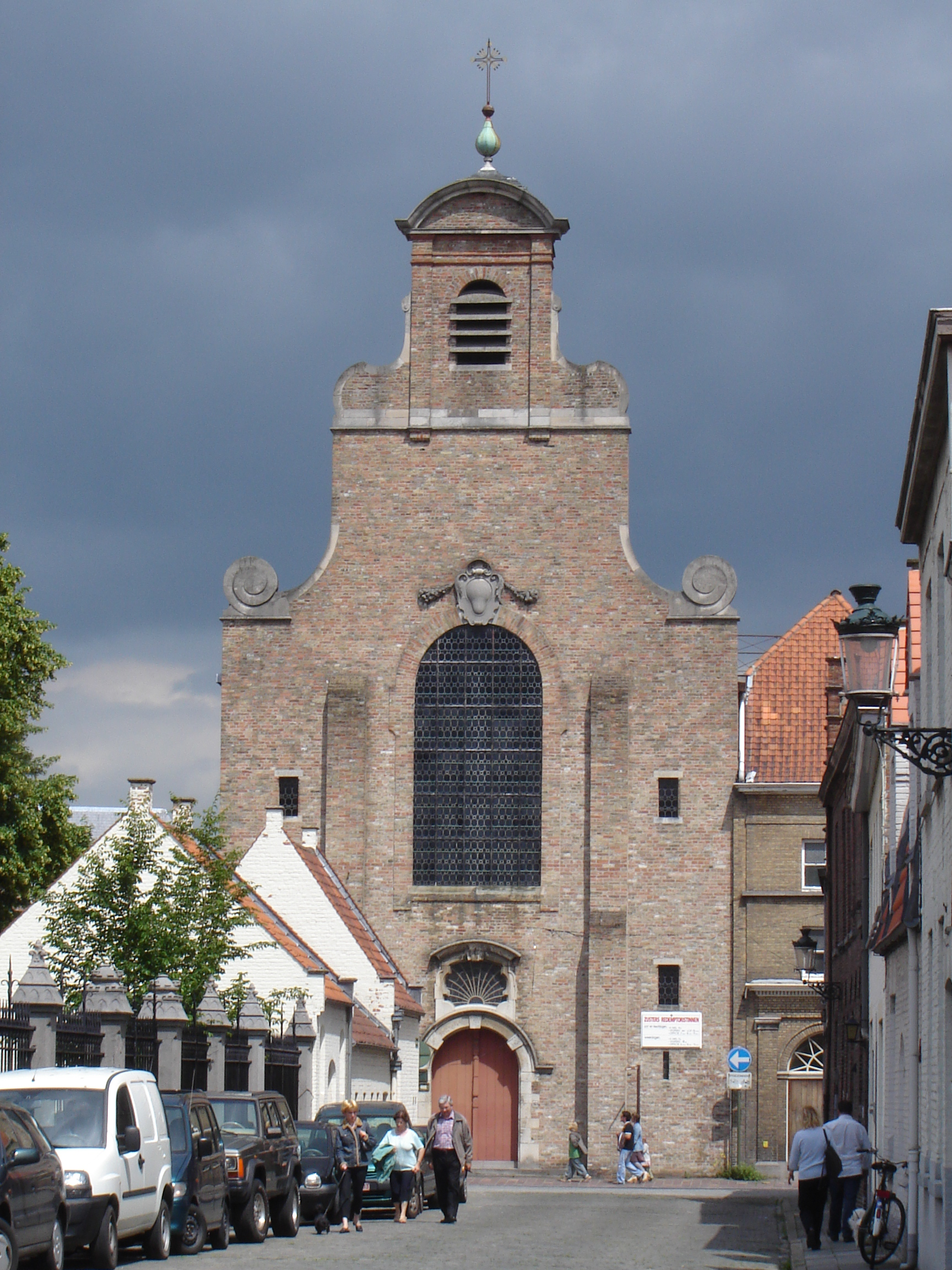
Arsenaalstraat richting Katelijnestraat met de Redemptoristinnenkerk